# The Gates - Dietro il cancello
The Gates - Dietro il cancello (The Gates) è una serie televisiva statunitense, che ha debuttato sul network ABC il 20 giugno 2010.
Nell'ottobre del 2010 diversi membri del cast hanno confermato che la serie non è stata rinnovata per una seconda stagione.
In Italia la serie è andata in onda su Fox dal 15 novembre al 20 dicembre 2010.

## Trama
Nick Monahan, con la sua famiglia, si trasferisce da Chicago in una tranquilla comunità di lusso chiamata The Gates, dove sarà il nuovo capo della polizia. Presto si rendono conto che i loro vicini non sono ciò che sembrano essere.

## Episodi
| Stagione       | Episodi | Prima TV originale | Prima TV Italia |
| -------------- | ------- | ------------------ | --------------- |
| Prima stagione | 13      | 2010               | 2010            |

## Personaggi e interpreti
- Nick Monohan, interpretato da Frank Grillo, doppiato da Vittorio De Angelis.
È un ex detective della omicidi di Chicago trasferitosi con la famiglia nel complesso cittadino "The Gates" dopo aver accettato il nuovo incarico di capo della polizia a seguito delle dimissioni date a Chicago a seguito della morte avvenuta per legittima difesa, per mano sua, di un ragazzo.
- Sarah Monohan, interpretata da Marisol Nichols, doppiata da Laura Latini.
È la moglie di Nick.
- Charlie Monohan, interpretato da Travis Caldwell, doppiato da Simone Crisari.
È il figlio adolescente di Nick e Sarah.
- Dana Monohan interpretata da McKaley Miller.
È la figlia piccola di Nick e Sarah.
- Dylan Radcliff, interpretato da Luke Mably, doppiato da Fabrizio Manfredi.
È il proprietario e amministratore delegato di una grande azienda biotech che vive nel quartiere; nasconde un segreto: è un vampiro.
- Claire Radcliff, interpretata da Rhona Mitra, doppiata da Laura Romano.
È la moglie di Dylan e casalinga. Anche lei è un vampiro e la sua trasformazione è avvenuta proprio per mano del marito ma, a differenza di lui, trova difficoltà nell'integrarsi nel quartiere, soprattutto a causa della sua difficoltà a controllare l'istinto da predatrice.
- Andie Bates, interpretata da Skyler Samuels, doppiata da Alessia Amendola.
È una teenager del quartiere, fidanzata con Brett, per la quale Charlie ha una cotta. A sua insaputa, nasconde un segreto: come sua madre è una succuba (vedi succubo).
- Devon, interpretata da Chandra West, doppiata da Francesca Guadagno.
È una strega ex protégé di Peg, con cui è spesso in conflitto, anche a causa delle simili attività commerciali concorrenti.
- Leigh Turner, interpretata da Janina Gavankar, doppiata da Rossella Acerbo.
È un'attraente poliziotta che lavora con Nick. Anche lei nasconde qualcosa, il cuore le fu strappato da un amante abbandonato attraverso un'antica arte magica ed ora ciò che resta di esso è conservato in uno scrigno. Il suo vero nome è Isabella Armond.
- Brett Crezski, interpretato da Colton Haynes, doppiato da David Chevalier.
È lo studente ed atleta più popolare della scuola, che è fidanzato Andie. Anche lui nasconde un segreto: è un lupo mannaro.
- Marcus Jordan, interpretato da Justin Miles.
È un collega di Nick e Leigh.
- Peg Mueller, interpretata da Victoria Platt.
È una strega che possiede un esotico e magico negozio nella comunità.

## Produzione
Nel gennaio del 2009, lo script per il pilota di The Gates è stato sottoposto all'esame della ABC per la stagione 2009-2010. Nell'ottobre 2009 il network ha annunciato lo sviluppo della serie, che è una coproduzione internazionale della Fox Television Studios, ordinando 13 episodi che compongono la prima stagione.
Le riprese sono cominciate a Shreveport, in Louisiana, il 29 marzo 2010, destinate a continuare fino al 10 agosto dello stesso anno.